# Чутливий міліціонер
«Чутливий міліціонер» (рос. Чувствительный милиционер) — українсько-французький комедійний фільм, знятий режисеркою Кірою Муратовою. Фільм розповідає про міліціонера Толю, який знаходить у капусті немовля, і з цього моменту його життя змінюється назавжди. Фільм є представником так званої «четвертої хвилі» фільмів Муратової які були зняті у 1990-2000-их роках.
Займає 51-у позицію у списку 100 найкращих фільмів в історії українського кіно.

## У ролях
- Микола Шатохін — Толя, міліціонер
- Ірина Коваленко
- Наталя Раллева
- Дарія Коваль
- Юрій Шликов
- Леонід Кушнір
- Андрій Касьянов
- Катерина Лобанова
- Вікторія Кільтер
- Ігор Шарапов
- Володимир Дятлов
- Олександра Свенська

## Творча група
- Режисер-постановник: Кіра Муратова
- Автор сценарію: Кіра Муратова, за участю Євгена Голубенка
- Продюсер: Юг Борджіа, Юрій Коваленко, Олександр Андрєєв
- Оператор-постановник: Геннадій Карюк
- Художник-постановник: Євген Голубенко, Олексій Бокатов
- Режисер: Тетяна Комарова
- Звукооператор: Роже ді Поньо, Рем Собінов, Сергій Дубков
- Монтажер: Валентина Олійник
- Художники по костюмах: Галина Щербина
- Грим: Наталя Лоскова
- Редактор: Неллі Некрасова
- Директор картини: Олександр Кононов, Деніель Делюм
- У фільмі використано музику Петра Чайковського і пісні Олександра Вертинського

## Визнання
| Нагороди та номінації фільму «Чутливий міліціонер» | Нагороди та номінації фільму «Чутливий міліціонер» | Нагороди та номінації фільму «Чутливий міліціонер»       | Нагороди та номінації фільму «Чутливий міліціонер» | Нагороди та номінації фільму «Чутливий міліціонер» | Нагороди та номінації фільму «Чутливий міліціонер» |
| Рік                                                | Кінопремія / Кінофестиваль                         | Категорія / Нагорода                                     | Номінант                                           | Результат                                          |                                                    |
| -------------------------------------------------- | -------------------------------------------------- | -------------------------------------------------------- | -------------------------------------------------- | -------------------------------------------------- | -------------------------------------------------- |
| 1992                                               | Венеційський міжнародний кінофестиваль             | «Золотий лев» за найкращий фільм                         | «Чутливий міліціонер»                              | Номінація                                          |                                                    |
| 1992                                               | Кінотавр                                           | Найкращий фільм                                          | «Чутливий міліціонер»                              | Номінація                                          |                                                    |
| 1992                                               | Кінотавр                                           | Приз журі                                                | «Чутливий міліціонер»                              | Перемога                                           |                                                    |
| 1992                                               | Кінотавр                                           | Приз російської кінопреси за найкращу режисерську роботу | Кіра Муратова                                      | Перемога                                           |                                                    |